# Dizzee Rascal
Dizzee Rascal er kunsternavn for Dylan Mills (født 18. september 1984 i Bow, London) er en britisk rapper, sangskriver og pladeproducer.
Som teenager kom han i kontakt med det fremstormende UK-garage-miljø, der med dets blanding af hiphop, rhythm and blues og drum and bass, generelt har været der, hvor de engelske cockney-rappere bedst har kunnet finde et musikalsk ståsted.
Som 16-årig udsendte Dizzee singlen I Luv U, der de næste halvandet år cirkulerede rundt omkring på Londons hippe klubber. Nummeret, der handlede om at gøre en mindreårig pige gravid, fik ekstra hjælp i promoveringen, da Dizzee Rascal under et ophold i Aiya Napa på Cypern blev stukket ned.
Med albummet Boy In Da Corner, der udkom i 2003, er den unge MC for alvor kommet i søgelyset. Det selvproducerede album leder umiddelbart tankerne hen på en kunstner som The Streets, men hos Dizzee Rascal er den dansevenlige garage-musik barberet ned til et nøgent og spartansk udtryk, der efterlader lytteren alene i et knirkende og dystert univers, hvor kun de allermest hårdhudede kan overleve.
Disse særtræk faldt i den engelske presses smag, hvilket førte til, at Dizzee Rascal i september 2003 til alles overraskelse modtog den prestigefyldte Mercury Prize foran topnavne som Radiohead og Coldplay.
I 2004 udsendte Dizzee Rascal sit andet album Showtime.
Han blev i 2020 optaget i Order of the British Empire.

## Diskografi
Studiealbum
- 2003: Boy in da Corner
- 2004: Showtime
- 2007: Maths+English
- 2009: Tongue n' Cheek
- 2013: The Fifth